# Sandra Mason

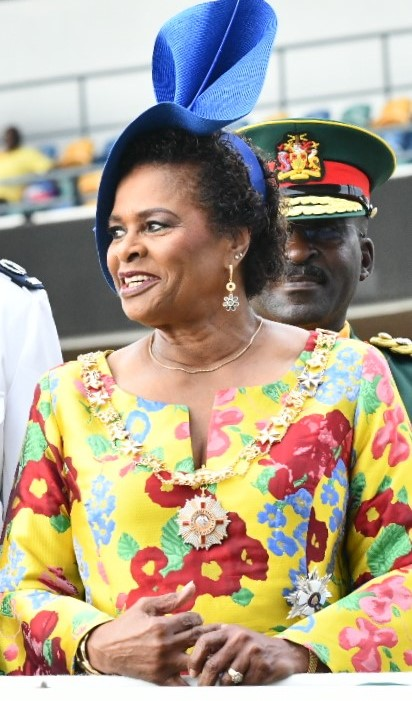
Sandra Mason (2019)

Dame Sandra Prunella Mason, GCMG, DA, QC (geboren am 17. Januar 1949 in East Point, Saint Philip) ist eine barbadische Anwältin, Richterin und Politikerin. Sie war ab 2018 die letzte Generalgouverneurin und ist seit 30. November 2021 die erste Staatspräsidentin von Barbados.

## Leben

### Ausbildung
Sandra Mason studierte Rechtswissenschaften an der University of the West Indies (Cave Hill Campus, Barbados) und schloss 1973 mit dem Bachelor ab. 1975 schloss sie an der Hugh Wooding Law School in Trinidad und Tobago als erste barbadische Frau mit einem Certificate of Legal Education ab. In den Jahren 1998 bis 2001 erwarb sie verschiedene Weiterbildungen im juristischen Bereich in London, Kanada sowie an der University of the West Indies. Mason wurde als erste Frau in Barbados als Anwältin zugelassen.

### Berufliche Laufbahn
Mason begann ihre berufliche Laufbahn als Lehrerin. Danach wechselte sie in die Privatwirtschaft, nämlich zu Barclays. Für Barclays war sie zunächst in Barbados, danach in Jamaika und anschließend wieder in Barbados tätig. 1978 wurde sie Richterin am Jugend- und Familiengericht und lehrte Familienrecht an der University of the West Indies. Kurzzeitig war sie auch als Anwältin in einer Privatpraxis tätig. Von 1991 bis 1999 war sie Mitglied des UN-Ausschusses für die Rechte des Kindes, zeitweise auch als Vorsitzende und stellvertretende Vorsitzende.
Von 1993 bis 1994 war Mason Botschafterin in Venezuela, Chile, Kolumbien und Brasilien. 1994 wurde sie Chief Magistrate, 1997 Registrarin am obersten Gerichtshof von Barbados. 2005 wurde sie Kronanwältin. Im selben Jahr wurde sie Richterin am Ostkaribischen Hohen Gerichtshof der Organisation Ostkaribischer Staaten. 2008 wurde sie wiederum als erste Frau Berufungsrichterin am Barbados Court of Appeal. 2014 wurde sie Mitglied des Commonwealth Secretariat Arbitral Tribunal (CSAT) in London, das sie 2017 als erste Frau präsidierte.

### Politische Laufbahn
Mason wurde 2017 zur achten Generalgouverneurin von Barbados ernannt. Traditionsgemäß wurde sie gleichzeitig zur Dame Grand Cross of the Most Distinguished Order of Saint Michael and Saint George (GCMG) ernannt und zudem zur Chancellor and Principal Dame of Saint Andrew im Rahmen des Order of the Dame of Saint Andrew. Am 8. Januar 2018 wurde sie als zweite Frau in das Amt eingeführt. Interimistisch war Mason bereits 2012 für drei Tage Generalgouverneurin gewesen.
Im August 2021 wurde Mason zur ersten Präsidentin von Barbados nominiert, das im selben Jahr von einer Monarchie unter der britischen Krone in eine Republik umgewandelt wurde. Am 20. Oktober 2021 wurde sie von beiden Häusern des Parlamentes, dem House of Assembly und dem Senat, einstimmig zur ersten Präsidentin ihres Landes gewählt. Die Amtseinführung und damit die Umwandlung des Landes in eine Republik erfolgte am Nationalfeiertag, dem 30. November 2021.

### Privates
Mason ist Mutter eines Sohnes.